# グレイディ郡 (ジョージア州)
グレイディ郡（グレイディぐん、英: Grady County）は、アメリカ合衆国ジョージア州の南部に位置する郡である。2010年国勢調査での人口は25,011人であり、2000年の23,659人から5.7%増加した。郡庁所在地はカイロ市（人口9,607人）であり、同郡で人口最大の都市でもある。

## 歴史
グレイディ郡は1905年8月17日にジョージア州議会の法により、ディケーター郡とトーマス郡の一部を合わせて設立された。
郡名は「アトランタ・コンスティチューション」紙の編集者であり、著名な能弁家だったヘンリー・W・グレイディに因んで名付けられた。

## 地理
アメリカ合衆国国勢調査局に拠れば、郡域全面積は460.34平方マイル (1,192.3 km2)であり、このうち陸地458.12平方マイル (1,186.5 km2)、水域は2.22平方マイル (5.7 km2)で水域率は0.48%である。

### 主要高規格道路

#### アメリカ国道
- アメリカ国道84号線
- アメリカ国道319号線

#### ジョージア州道
- ジョージア州道35号線
- ジョージア州道38号線
- ジョージア州道38号線支線
- ジョージア州道93号線
- ジョージア州道111号線
- ジョージア州道112号線
- ジョージア州道188号線
- ジョージア州道262号線

### 隣接する郡
- ミッチェル郡 - 北
- トーマス郡 - 東
- レオン郡 - 南
- ガズデン郡 - 南西
- ディケーター郡 - 西

## 人口動態
以下は2000年の国勢調査による人口統計データである。
| 基礎データ - 人口: 23,659人 - 世帯数: 8,797 世帯 - 家族数: 6,509 家族 - 人口密度: 20人/km2（52人/mi2） - 住居数: 9,991軒 - 住居密度: 8軒/km2（22軒/mi2） 人種別人口構成 - 白人: 64.61% - アフリカン・アメリカン: 30.15% - ネイティブ・アメリカン: 0.92% - アジア人: 0.30% - 太平洋諸島系: 0.01% - その他の人種: 3.20% - 混血: 0.81% - ヒスパニック・ラテン系: 5.17% | 年齢別人口構成 - 18歳未満: 27.35% - 18-24歳: 9.0% - 25-44歳: 27.9% - 45-64歳: 22.6% - 65歳以上: 13.2% - 年齢の中央値: 36歳 - 性比（女性100人あたり男性の人口） - 総人口: 90.6 - 18歳以上: 87.4 世帯と家族（対世帯数） - 18歳未満の子供がいる: 34.1% - 結婚・同居している夫婦: 53.1% - 未婚・離婚・死別女性が世帯主: 16.2% - 非家族世帯: 26.0% - 単身世帯: 22.4% - 65歳以上の老人1人暮らし: 10.7% - 平均構成人数 - 世帯: 2.66人 - 家族: 3.08人 | 収入と家計 - 収入の中央値 - 世帯: 28,656米ドル - 家族: 34,253米ドル - 性別 - 男性: 27,181米ドル - 女性: 20,128米ドル - 人口1人あたり収入: 14,278米ドル - 貧困線以下 - 対人口: 21.3% - 対家族数: 16.7% - 18歳未満: 29.9% - 65歳以上: 19.8% |

## 都市と町

### 法人化自治体
- カイロ - 郡庁所在地
- ウィガム

### 未編入の町
- ビーチトン
- カルバリー
- パインパーク
- リノ
- ロドンベリー
- スペンス

## 教育
郡内の公共教育はグレイディ郡教育学区が管轄している。